# Потушняк, Фёдор Михайлович
Фёдор Михайлович Потушняк (укр. Федір Михайлович Потушняк; 27 февраля 1910, Осой, теперь в Иршавской общине Хустского района Закарпатской области Украины — 12 февраля 1960, Ужгород)) —  украинский писатель Закарпатского края, философ, этнограф, краевед, археолог.

## Биография
В 20-х годах XX века учился в Береговской гимназии. Поступил на философский факультет в Карлов университет в Праге. После окончания его (1937) работал учителем в сëлах Закарпатья, затем преподавателем гимназии, а с 1946 — доцентом Ужгородского университета.
Активно занимался этнографией, археологией и краеведением, организовывал археологические раскопки в крае. Круг его интересов включал также фольклористику, историю литературного процесса на Закарпатье, а также диалектологию. Результатом научно-исследовательской работы Ф. М. Потушняка стали почти сто статей о народных верованиях, обычаях и традициях закарпатцев («Душа в народном веровании села Осой» (1928), «Огонь в народных верованиях» (1941), «Вода, земля и воздух в народном веровании» (1942), «Остатки обычаев похищения женщин и девичьих торгов» (1944), научная работа «Археологические находки бронзового и железного века на Закарпатье» (1958), в которой на основе собственных археологических находок автор исследовал историю родного края периода I—IV веков н. э. и др.).

## Избранная библиография
- Сборник стихов
  - «Далëкие огни» (1934)
  - «Возможности» (1939)
  - «На белых скалах» (1941)

- Романы
  - «Борьба с дьяволом» (не опубликован)
  - «Наводнение» (1959)

- Сборники рассказов
  - «Земля» (1938)
  - «Рассказы» (1943)
  - «Грех» (1944)
  - «В долине синей реки» (1957)

- Пьесы
  - «Сказка» (1943)
  - «Спящая царевна» (1944)

Автор «Краткого очерка философии Закарпатья» (1943).
Кроме того, Ф. М. Потушняком написан ряд сказок для детей в прозе и стихах.
Владея десятью иностранными языками, Потушняк перевёл на украинский язык ряд произведений мировой литературы — в частности, рассказы «Маленькие пирожки» Альфонса Доде (из цикла «Рассказы по понедельникам»), «Нищий» Ги де Мопассана, «Янко-музыкант» Генрика Сенкевича, «Инстинкт» Анни Виванти, «Голос жизни», «Кольцо» и «Сын солнца» Кнута Гамсуна, «Священный бык, или Торжество лжи» Августа Стриндберга, «Отец Пётр» Казимежа Тетмаера, «Матрос из Амстердама» Гийома Аполлинера и др. Среди его переводов поэтические произведения Шандора Петефи, Яноша Араня, Эндре Ади, Генриха Гейне, Эдгара По, Шарля Бодлера, Йиржи Волькера и многих других.

## Память
- В 1989 г. на фасаде бывшей Береговской гимназии в честь Ф. М. Потушняка была установлена мемориальная доска.
- С 1995 г. в Закарпатье вручается Литературная премия имени Ф. Потушняка. Среди её лауреатов, в частности, Петро Мидянка и Михаил Рошко.
- С 2016 г. одна из улиц Ужгорода носит имя Ф. Потушняка (до 2016 г . она носила имя Д. Благоева).